# خارنوک پشت‌سیاه
خار‌نوک پشت‌سیاه (نام علمی: Ramphomicron dorsale) یک گونه از مگس‌مرغ از خانواده مگس‌مرغان است که در سیرا نوادا د سانتا مارتا یافت می‌شود. این گونه در حال حاضر به دلیل تهدیدهایی مانند قطع درختان و آتش‌سوزی جنگل‌ها در معرض خطر انقراض است.
زیستگاه طبیعی آن جنگل‌های کوهستانی نمناک نیمه‌گرمسیری یا گرمسیری و علفزار مرتفع نیمه‌گرمسیری یا گرمسیری است.